# Jagdstaffel 7

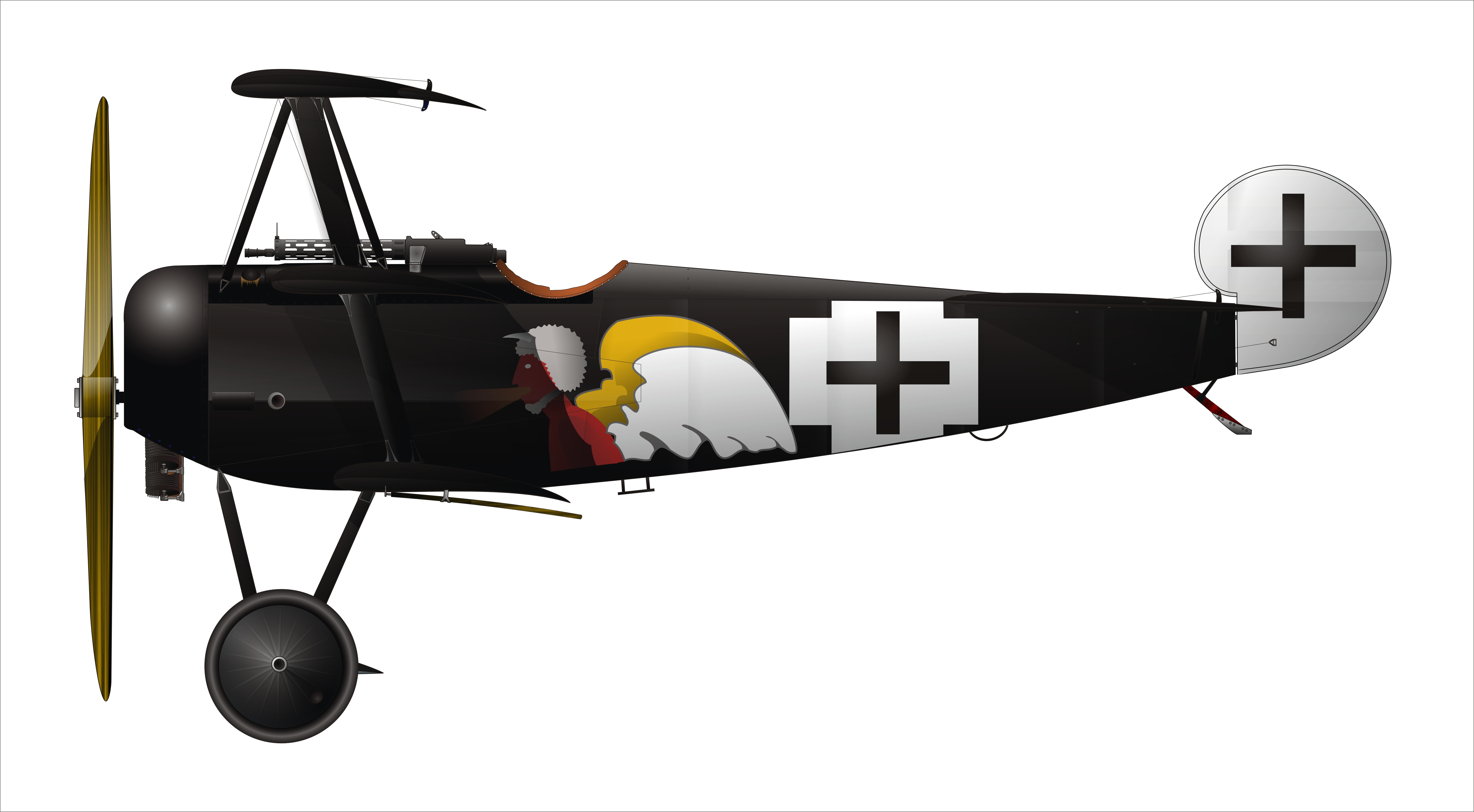
Fokker Dr.I Josefa Jacobsa.

Jagdstaffel 7 – Königlich Preußische Jagdstaffel Nr. 7 – Jasta 7 – jednostka lotnictwa niemieckiego Luftstreitkräfte z okresu I wojny światowej.
Jednostka została utworzona w Martincourt w sierpniu 1916 roku, jako jedna z pierwszych 12 eskadra w pierwszym etapie reorganizacji lotnictwa. Organizację nowej eskadry, która powstała na bazie KEK Bantheville, powierzono porucznikowi Fritzowi von Bronsart-Schellendorf. Została zmobilizowana w dniu 21 września 1916 roku.
Eskadra walczyła na samolotach Fokker D.VII, Fokker Dr.I na froncie zachodnim.
Jasta 5 w całym okresie wojny odniosła 126 zwycięstwa. W okresie od września 1916 do listopada 1918 roku jej straty wynosiły 11 zabitych w walce, 12 rannych oraz 2 zabitych w wypadkach.
Łącznie przez jej personel przeszło 11 asów myśliwskich:
Josef Jacobs (43), Kurt Schönfelder (13), Friedrich Manschott (11), Paul Hüttenrauch (8), Paul Billik (4), Paul Lotz (4), Karl Degelow (3), Hermann Kunz (4), Georg Meyer. (3), Otto Schmidt (2), Olivier von Beaulieu-Marconnay (1).

## Dowódcy Eskadry
| Stopień   | Nazwisko                        | Okres                      |
| --------- | ------------------------------- | -------------------------- |
| Porucznik | Fritz von Bronsart-Schellendorf | 23.08.1916 – sierpień 1917 |
| Rotmistrz | Josef Jacobs                    | sierpień 1917 – 11.11.1918 |